# Novika
Novika, pseudonimo di Katarzyna Nowicka (Varsavia, 22 marzo 1974), è una cantante polacca.

## Biografia
Nel 1997 Novika ha incontrato il DJ Boogie Mafia, con il quale ha iniziato ad esibirsi nei locali di Varsavia. Il loro primo concerto si è svolto al Forum Fabricum di Łódź l'anno successivo. Nel 2001 ha collaborato con Andrzej Smolik al singolo T. Time, che le è valso la sua prima candidatura ai premi Fryderyk, il principale riconoscimento musicale polacco, per la canzone dell'anno.
Dopo la pubblicazione di varie compilation contenenti brani registrati con Boogie Mafia, collaborazioni con altri artisti e altri inediti registrati negli anni precedenti, nel 2006 ha dato alla luce il suo album di debutto, Tricks of Life, che ha raggiunto la 24ª posizione della classifica polacca e che è stato candidato ai Fryderyk nella categoria Album di musica elettronica dell'anno.
Nel 2010 Novika ha aperto il concerto di Katy Perry a Varsavia. Nello stesso anno è uscito il secondo album Lovefinder, che ha raggiunto il 6º posto nella classifica nazionale, diventando il maggior successo commerciale della cantante. Sia Lovefinder che il disco successivo, Mixfinder (2011), hanno vinto il premio per l'album di musica elettronica dell'anno ai Fryderyk nei loro rispettivi anni. La quarta nomination nella categoria è arrivata nel 2020 grazie all'album Bez cukru.

## Discografia

### Album in studio
- 2006 – Tricks of Life
- 2010 – Lovefinder
- 2011 – Mixfinder
- 2013 – Heart Times
- 2019 – Bez cukru

### Raccolte
- 2002 – Radio Leniwa Niedziela
- 2004 – Feat. Novika
- 2005 – Polskie Leniwe serwuje Novika
- 2006 – Friendly Beats
- 2008 – Friendly Beats Grooves & Moves
- 2017 – Summer Sampler 2013
- 2018 – Warsaw Boulevard

### EP
- 2006 – Finally
- 2015 – Novika Collabs

### Singoli
- 2001 – T. Time (con Andrzej Smolik)
- 2004 – Nic poza nami
- 2006 – Depend on You
- 2008 – Tricks (con Sqbass)
- 2012 – Miss Mood
- 2013 – Who Wouldn't
- 2013 – Safest
- 2013 – She's Dancing
- 2017 – Lekko
- 2017 – Para
- 2018 – Kind of Boy (con Cocolino)
- 2018 – Unsafe
- 2019 – Słabości (feat. Buslav)
- 2019 – Od dziecka (feat. Nina)

#### Come featuring
- 2016 – How Many Times (Seb Skalski feat. Novika)